# Parlamentswahl in Pakistan 1993
Die Parlamentswahlen in Pakistan 1993 fanden am 6. Oktober 1993 statt. Die Wahlen fanden nach Rücktritt von Nawaz Sharif und Präsident Ghulam Ishaq Khan statt. Die Rücktritte waren die Folge eines Machtkampfes. Die Pakistan Muslim League (N) erhielt die meisten Stimmen. Die Pakistan People’s Party konnte sich die meisten Sitze im Parlament sichern. Die PPP wurde durch Kleinparteien und unabhängigen Kandidaten unterstützt. Die Wahlbeteiligung lag bei 40 Prozent.

## Hintergrund
Die Pakistan Muslim League N gewann die Wahlen 1990 und Nawaz Sharif versuchte als Premierminister die Möglichkeit des Präsidenten, das Parlament und Die Provinzregierungen aufzulösen, abzuschaffen. Der Präsident Pakistans löste jedoch im April 1990 das Parlament und die Provinzregierungen auf. Nawaz Sharif wurde im Juli 1996 des Amtes enthoben und der Korruption beschuldigt. Dagegen reichte Nawaz Sharif beim Obersten Gerichtshof Pakistans Klage ein. Der Klage wurde stattgegeben und er wurde wieder Premierminister Pakistans. In den folgenden Monaten kam es zwischen Khan und Sharif zu Machtdemonstrationen. Beide versuchten das Parlament und die Provinzregierungen, vor allem im Punjab, aufzulösen.
Es kam außerdem zu einer inszenierten Entführung. 130 Mitglieder der Punjab Assembly wurden nach Islamabad versetzt, um sicherzustellen, dass sie gegenüber Nawaz Sharif loyal bleiben. Benazir Bhutto drohte derweil mit einem Marsch nach Islamabad sollten keine Wahlen abgehalten werden. Ghulam Ishaq Khan und Nawaz Sharif  wurden durch die Armee unter Druck gesetzt und traten beide von ihren Ämtern zurück. Die Parlamentswahlen wurden für den 6. Oktober 1993
angesetzt.

## Wahlkampagnen
Wassim Sajjad und Moeenuddin Ahmad Qureshi wurden nach den Rücktritten von Sharif und Khan als Präsident und Premierminister interimsweise eingesetzt. The interim government cut spending, introduced a tax on rich landowners and cracked down on corruption and drug traffickers.
Beide wurden für die Stabilisierung von Pakistan gelobt. Kritik kam nur von Sharif und Bhutto. Es traten insgesamt 1585 Kandidaten an.
Reelle Chancen wurden aber nur Sharif und Bhutto eingeräumt. Beide Spitzenkandidaten gaben viele Wahlversprechen, aber beantworteten
die Frage nicht, wie die Wahlversprechen eingelöst werden sollen.  Nawaz Sharif versprach
die Privatisierung von Unternehmen einzuführen und die Entwicklungsprojekte weiter auszubauen. Bhutto hingegen versprach eine Valorisation in der Landwirtschaft. Meinungsumfragen zeigten ein enges Rennen zwischen den Spitzenkandidaten. Die Armee stellte sicher, dass die Wahlen frei und fair verlaufen und ordnete den Einsatz von Soldaten in den Wahllokalen an.

## Ergebnis
Die PPP erhielt mit 86 die meisten Stimmen. Die PPP erhielt die meisten Stimmen im Sindh und im Punjab.